# Abantis nigeriana
Abantis nigeriana, tên phổ biến là bướm nhảy thiên đường Nigeria là một loài bướm ngày thuộc họ Bướm nhảy. Loài này được tìm thấy ở Sénégal, Gambia, Burkina Faso, Guinée, Ghana, Nigeria, nam Sudan và Gabon. Xa van Guinée là môi trường sống của loài này.

## Phân loài
- Abantis nigeriana nigeriana (Sénégal, Gambia, Burkina Faso, Guinea, Ghana đến bắc Nigeria)
- Abantis nigeriana rougeoti Berger, 1959 (Gabon)